# Fågeltopografi
Fågeltopografi är fåglars olika fjädertrakter och kroppsdelar. För att kunna beskriva fåglar har man skapat olika termer för olika delar av fåglar. 

## Fjädertrakter och kroppsdelar
På denna bofinkshona syns knappt de mellersta täckarna och de mindre täckarna är helt dolda av skulderfjädrarna.

## Vingovansida

### Termer som används i de två övre illustrationerna
| VINGE - alula - armpenna - handpenna - handtäckare - större täckare - mindre täckare - mellersta täckare - tertialer SPECIFIKA FJÄDERGRUPPER - skulderfjädrar - stjärtpenna - örontäckare - stjärttäckare BEN - lår (tibia) - tars | KROPP - bakrygg - bröst - buk - undergump - övergump - framrygg (mantel) - kroppsida - strupe HUVUD - haka - hjässa - nacke - näsborre - panna |

### Andra termer
| - arm - armpenneband - armtäckarfält - hand - handbas | - handpenneprojektion (handpennornas utsträckning utanför den slutna vingen) - karpalled - skulderfjädrar (skapularer) - större täckarfält (större täckare) |

## Huvud

### Termer som används i illustrationen av huvudet
- iris
- orbitalring (ögonring)
- näbbvinkel (gonysvinkel)
- "ögonlock" - Är i anatomiskt hänseende inte ögonlock då de inte kan slutas, men kallas så eftersom de påminner om ögonlock.

## Termer som används vid beskrivning av dräktmönster

### KROPPEN
- övergumpsfläck

STJÄRTEN
- stjärtband

VINGAR
- fönster eller vingspegel
- handbasfläck
- Vingband - något oprecis beteckning för kontrasterande ljusa eller mörka avslutningar på vingtäckarna fjäderspetsar, vilka bildar streck på ovansidan vingen. Förekommer som mellersta täckarband (syn. främre vingband) och större täckarband (syn. bakre vingband), och om båda förekommer beskrivs de ofta som "dubbla vingband".
- slant
- tertialspets

### HUVUDET
- centralt hjässband
- hjässidesband
- hätta
- mustaschstreck
- strupsidstreck
- submustaschstreck
- tygel eller ögonstreck
- ögonbrynsstreck
- ögonmask
- öronfläck

### SPECIFIKA FJÄDERTERMER
- spolstreck: Annat färgat parti i centrum av fjädern, utmed spolen, som bildar ett streck.
- spolfläck: Annat färgat droppformat parti i centrum, utmed spolen, mot spetsen av fjädern.

## Biometri

- L - Kroppslängd
- B1 - Näbb
- W - vinglängd
- Tar - Tars
- Tail - Stjärtlängd